# Большие Рассохи
Большие Рассохи (Большие Россохи) — озеро в юго-восточной части Южского района Ивановской области. Расположено в 94 и 99 кварталах Мостовского лесничества, в 4 км южнее села Моста, в границах Мостовского сельского поселения, на высоте 91,5 м над уровнем моря.
Площадь озера — 0,128 км². Средняя глубина озера — 0,67 м, максимальная глубина — 2 (по другим данным до 4) м . Объем воды — 0.000085 км³.

## Описание
Озеро вытянутое, неправильной формы, лопастное, карстового происхождения, относится к мелководным .
По трофности озеро относится к дистрофным водоемам. Вода в озере имеет желтоватый оттенок из-за гуминовых кислот. В 1950-е годы при разработке болота Большое и добычи торфа гидравлическим способом, часть торфяной пульпы с водой по протокам и каналам попадала в озеро. Это привело к изменению состава воды и увеличению иловых отложений на дне.
Питание озера снеговое, дождевое и грунтовое, в озере известны два родника. Озеро проточное, в него впадает небольшая река Поныхарь, вытекает ручей Верхний Исток, соединяя с озером Заборье. Еще озеро Большие Рассохи соединяется с озером Бельское протокой длиной 200 м и шириной 3-6 м, на которой имеется несколько бобровых плотин, вызывая заболачивание и делая ее местами непроходимой.
Берега озера в целом ровные, в 100 м от уреза воды — крутые, крутизна до 40°. Хорошо выражена озёрная терраса.
Озеро Большие Рассохи входит в систему дюнных озер Балахнинской низины в пределах Ивановской области.

## Флора и фауна
Во флоре ООПТ к 2019 году отмечено около 200 видов сосудистых растений. Среди них 3 вида включены в Красную книгу Ивановской области: прострел раскрытый, острокильница чернеющая, толокнянка обыкновенная. Еще 9 видов относятся к редким растениям для флоры Ивановской области, занесенных в дополнительный список региональной Красной книги Ивановской области.
В составе флоры преобладают представители отдела цветковых растений. Папоротниковидные представлены 4 видами, хвощевидные и голосеменные — 3 видами каждый, отдел плауновидные — 2 видами.
Слабо изученными объектами остаются: моховидные, лишайники, грибы и водоросли.
Ихтиофауна озера богата и разнообразна. Она представлена 10 видами рыб. Подтверждено обитание половины из них: обыкновенная щука, плотва, краснопёрка, лещ, речной окунь. Также рыбаки вылавливают таких рыб как: обыкновенный ерш, налим, серебряный карась, вьюн, линь.
В окрестностях озера обитают некоторые виды редких животных: веретеница ломкая, медянка обыкновенная. Из птиц: большой улит, полевой лунь, длиннохвостая неясыть, седой дятел и трёхпалый дятел.
Обитания группировок видов круглоротых и рыб, включенных в Красную книгу Российской Федерации и Красную книгу Ивановской области, не обнаружено.
Акваторию озера, его берега, а также межозёрные протоки населяют американская и европейская норки, а также выдра.

## Использование озера
Озеро живописное, тихое, мелководное, вода в нём быстро прогревается, поэтому оно используется в рекреационных целях и популярно у туристов. Начиная с мая месяца на его берега приезжают отдыхающие из различных городов и районов Ивановской, Нижегородской и Владимирской областей.
При этом природоохранный режим памятника природы «Озеро Большие Рассохи» не контролируется и постоянно нарушается. Автомобили часто подъезжают и останавливаются в непосредственной близости к береговой линии, тем самым разрушая её. Разбиваются палаточные лагеря, отдыхающие разводят костры, роют ямы для складирования мусора, вырубают деревья. Больше всего страдает западный берег, к которому проложена грунтовая дорога.